# 50-я отдельная железнодорожная бригада
50-я отдельная железнодорожная ордена Кутузова бригада (сокр. 50 ождбр, в/ч 03415) — тактическое соединение Железнодорожных войск СССР и Российской Федерации. 
Бригада дислоцируется в городе Свободный в Амурской области.

## История
Соединение сформировано 23 февраля 1970 года в городе Екатеринбург. Позже формирование было передислоцировано для выполнения задач по строительству и ремонту железных дорог в УССР. До приезда на Байкало-Амурскую магистраль БАМ в 1975 году дислоцировалось в городе Конотоп Украинской ССР в составе 2-го железнодорожного корпуса.
Военнослужащие бригады участвовали в строительстве Байкало-Амурской (с 1975 года) и Транссибирской магистралей, Бурейской ГЭС и космодрома Восточный.
В 1980-х годах дислоцировалась на п. Дипкун, Амурской области. Входила в состав 35-го железнодорожного корпуса.
Личный состав формирования занимал первые места среди железнодорожных бригад Восточного военного округа в 2015, 2016 и 2017 годах.
Сводные подразделения бригады участвуют в строительстве расширении БАМа с 2021 года.
29 апреля 2024 года бригада награждена орденом Кутузова.